# Colinas de Kachin
Las colinas de Kachin son un grupo de tierras altas muy arboladas en el área del extremo noreste del Estado Kachin de Birmania. Consta de una serie de cordilleras que se extienden principalmente en dirección N/S, incluyendo las montañas Kumon Bum de las cuales el pico más alto es el Bumhpa Bum con una altitud de 3.411 metros, uno de los picos ultraprominentes del Sudeste Asiático.